# Belforte all'Isauro
Belforte all'Isauro é uma comuna italiana da região dos Marche, Província de Pesaro e Urbino, com cerca de 697 habitantes. Estende-se por uma área de 11 km², tendo uma densidade populacional de 63 hab/km². Faz fronteira com Carpegna, Piandimeleto, Sant'Angelo in Vado, Sestino (AR).